# Крантор
Крантор із Солі (грец. Κράντωρ ὁ Σολεύς; бл. 335 — бл. 275 рр. до н. е.) — давньогрецький філософ, представник Старої Академії — філософської школи, заснованої Платоном. Він був одним із найближчих учнів Ксенократа, який очолював Академію після Платона, а також другом іншого впливового академіка — Полемона.

## Життєпис
Народився Крантор, ймовірно, в середині IV століття до нашої ери в місті Солі, що розташовувалося в Кілікії (територія сучасної Туреччини). У зрілому віці він переїхав до Афін — центру тогочасного грецького світу, щоб присвятити себе вивченню філософії. Тут він став учнем Ксенократа, що свідчить про його прибуття до Афін до смерті останнього в 314/3 р. до н. е. Точна дата народження Крантора залишається невідомою. Відомо, що він помер раніше за Полемона та Кратета, який згодом очолив Академію після Полемона. Причиною його смерті називають водянку. Цікаво, що свій значний статок, який складав дванадцять талантів (велика сума грошей на той час), Крантор заповів своєму учневі Аркесілаю, який згодом став наступником Кратета на посаді схоларха Академії.

## Літературна творчість
Хоча праці Крантора були досить численними, до нашого часу дійшли лише їхні фрагменти, переважно завдяки цитуванням у творах інших античних авторів. Основна увага в його філософії приділялася питанням про те, як людині слід жити та що є для неї благом. Римський поет Горацій ставив Крантора в один ряд із відомим філософом-стоїком Хрисіппом як авторитетного морального філософа. Згадки про Крантора у римських авторів свідчать про широку популярність його праць у тогочасній Римській імперії.
Крім філософії, Крантор також пробував свої сили в поезії. Діоген Лаертський, античний історик філософії, розповідає, що Крантор, запечатавши збірку своїх віршів, відправив її на зберігання до храму Афіни у своєму рідному місті Солі, що може свідчити про його шанобливе ставлення до рідного міста. Поет Теетет у написаному ним епітафії назвав Крантора другом Муз — богинь мистецтв і наук.
Улюбленими поетами Крантора, за свідченнями, були видатні давньогрецькі автори Гомер, творець епічних поем «Іліада» та «Одіссея», та Евріпід, один із найвідоміших трагічних поетів.
Найвідомішим твором Крантора в Римі, ймовірно, був трактат «Про горе» (лат. De Luctu, грец. Περὶ Πένθους), який він присвятив своєму другові Гіпоклу у зв'язку зі смертю його сина. Вважається, що саме на цей твір значною мірою спирався видатний римський оратор і філософ Марк Туллій Цицерон у своїх «Тускуланських бесідах» — серії філософських діалогів, присвячених різним аспектам людського щастя та страждання. За словами самого Цицерона, відомий філософ-стоїк Панетій називав твір Крантора «золотим» і таким, що вартий того, аби вивчити його напам'ять дослівно. Цицерон також активно використовував ідеї Крантора під час написання своєї власної праці «Consolatio» з приводу смерті своєї дочки Туллії. Декілька уривків із твору Крантора збереглися у творі Псевдо-Плутарха «Про втіху», зверненому до Аполлонія, що дає нам змогу частково відновити зміст його втраченої праці.
У своїх етичних роздумах Крантор приділяв особливу увагу питанню про те, що є благом для людини. Він запропонував ієрархію благ, розташовуючи їх у такому порядку: на першому місці він ставив чесноту (моральні якості), далі йшли здоров'я, потім задоволення і на останньому місці — багатство. Такий порядок підкреслює пріоритет внутрішніх якостей та фізичного добробуту над зовнішніми матеріальними цінностями у філософській системі Крантора.
Діоген Лаертський зазначає, що Крантор залишив після себе значний обсяг філософських коментарів (грец. ὑπομνήματα), що становили 30 000 рядків. Хоча з цього великого доробку до нас дійшли лише фрагменти, сама згадка про такий обсяг свідчить про його плідну філософську діяльність. Крантор був одним із перших членів Платонівської академії, який почав систематично писати коментарі до творів самого Платона.